# Caroline von Humboldt
Caroline von Humboldt (Minden, 23 februari 1766 – Berlijn, 26 maart 1829) was een Duitse salonnière en kunsthistoricus. Ze was de echtgenote van diplomaat Wilhelm von Humboldt.

## Biografie
Caroline werd geboren als een dochter van de Pruisische kamerheer Karl Friedrich von Dacheröden en gravin Ernestine Friderike von Hopfgarten. Ze groeide gedeeltelijk op in Erfurt en op de landgoederen van haar ouders in Hettstedt en Auleben. Daar raakte ze bevriend met de gezusters Lengefeld, Caroline en Charlotte. Op 29 juni 1791 huwde ze met de taalkundige en Pruisische staatsman Wilhelm von Humboldt. Tot 1797 woonden ze in Jena en waren ze de buren van Friedrich Schiller.
Door het diplomatieke werk van Wilhelm von Humboldt verbleven ze vele periodes in het buitenland, zoals in Parijs, Rome en Wenen. Tijdens haar periode in Parijs ondernam Caroline een zeven maanden durende reis naar Spanje met een drietal van haar kinderen om Spaanse kunst te catalogiseren en te beschrijven. Haar werk hierover werd geprezen door Goethe, die ook enkele artikelen van haar publiceerde. In Rome stond ze in contact met veel Duitse en Deense kunstenaars, zoals Bertel Thorvaldsen en Friedrich Wilhelm von Schadow. Ze onderhield daar ook vriendschappen met Angelika Kauffman en Christian Daniel Rauch.
In 1812 werd Wilhelm von Humboldt benoemd tot de Pruisische ambassadeur in Wenen en ging het echtpaar in de Oostenrijkse hoofdstad wonen. Kort voor de start van het Congres van Wenen keerde Caroline terug naar Berlijn, omdat ze meer kosten vreesde door de start van het congres. Haar echtgenoot bleef in Wenen achter en tijdens het congres correspondeerden ze veel met elkaar. In haar brieven maakte Caroline zich sterk voor een federaal Duitsland. In Berlijn organiseerde Caroline een literaire salon die bezocht werd door schrijvers, wetenschappers en politici.

## Nalatenschap
De Humboldtuniversiteit te Berlijn keert jaarlijks de Caroline von Humboldt-prijs uit aan een excellente vrouwelijke wetenschapper.